# Kiedrowice
Kiedrowice (kaszub. Czedrowice lub też Czedréce, niem. Kiedrau, dawniej Kedrowitz) – wieś kaszubska w Polsce na Równinie Charzykowskiej w rejonie Kaszub zwanym Gochami położona w województwie pomorskim, w powiecie bytowskim, w gminie Lipnica, nad Jeziorem Kiedrowickim. Siedziba sołectwa Kiedrowice w którego skład wchodzi Karcz, Ptaszewo, Sierzywk i Wielgoszcz.
W latach 1975–1998 wieś administracyjnie należała do województwa słupskiego.

## Integralne części wsi
| SIMC    | Nazwa      | Rodzaj    |
| ------- | ---------- | --------- |
| 0746923 | Karcz      | część wsi |
| 0746946 | Ptaszewo   | część wsi |
| 0746952 | Wielgoszcz | część wsi |

## Historia
Kiedrowice są starym siedliskiem kaszubskiej szlachty zagrodowej. Do 1919 roku miejscowość była pod administracją zaboru pruskiego. Od zakończenia I wojny światowej wieś ponownie należy do Polski. W okresie 20-lecia międzywojennego należała do ówczesnego powiatu chojnickiego.